# Вистингаузен, Рудольф фон
Рудольф Эдуард Михель фон Вистингаузен (нем. Rudolf Eduard Michel von Wistinghausen; 1905 — 29 мая 1981, Бад-Хоннеф) — немецкий дипломат и общественный деятель. Сын актёра и переводчика Вальтера фон Вистингаузена, отец дипломата Хеннинга фон Вистингаузена.

## Биография
В 1921—1928 гг. изучал сельское хозяйство. В 1929—1931 гг. работал в Штутгарте, коммерческий директор Общества содействия Институту Гердера в Риге. В 1931—1933 гг. по обмену изучал земледелие в Чикаго. В 1933—1939 гг. сотрудник Службы академических обменов (DAAD). Член НСДАП с 1934 года.
C 1939 г. работал в консульстве Германии в Гааге, в 1940—1945 гг. вице-консул Германии в Амстердаме. По окончании Второй мировой войны обосновался в Людвигсбурге, работал переводчиком для американских оккупационных войск. C 1949 г. снова в распоряжении дипломатического ведомства. В 1956—1960 гг. работал в составе делегации ФРГ в Организации европейского экономического сотрудничества. В 1961—1966 гг. в посольстве ФРГ в СССР; оказался в центре дипломатического скандала, так как его дочь Верен, студентка МГУ, распространяла среди однокурсниц изданные за пределами СССР книги, которые администрация университета сочла антисоветскими. В 1966—1970 гг. посол ФРГ в Того.
В 1973—1980 гг. председатель землячества балтийских немцев в ФРГ.